# 世良公則
世良公則（日语：／ Sera Masanori，1955年12月14日—）是日本男歌手、演员。出生於廣島縣福山市。大阪艺术大学校友。主要作品有《通向婚纱之路》《恋爱部屋》等。1987年与1999年分别因影片《极道之妻》《肝脏大夫》而获得日本电影学院奖。
2025年7月1日，世良公則以無黨籍身份參選2025年日本參議院選舉大阪選區。